# ゴーイン・バック
「ゴーイン・バック」（Goin' Back）は、キャロル・キングとジェリー・ゴフィンが作詞作曲した楽曲。ダスティ・スプリングフィールドのバージョンがヒットした。

## 概要
イノセンスの喪失や追憶などが語られ、「私たちに欠けているのはほんのわずかな勇気だけ／捕まえられるものなら捕まえてごらんなさい／私はあの頃に帰るの」という言葉で締めくくられる。
アメリカの女性歌手、ゴールディーが1966年2月に発表したものが最初のバージョンである（イギリスでのみ発売）。ダスティ・スプリングフィールドのバージョンがイギリスで10位、オーストラリアで9位を記録し、彼女のバージョンが最大のヒットとなった。
その他、よく知られるのはバーズのバージョンである。デヴィッド・クロスビーは「ゴーイン・バック」をブリル・ビルディング・スタイルの曲の典型例とみなしレコーディング参加を拒否。代わりに自作の「Triad」を制作するが、彼の作品はアルバム『名うてのバード兄弟』には収録されず、クロスビーはグループを脱退した。1967年10月20日にバーズはシングルA面として発表。ビルボード・Hot 100の89位を記録した。

## その他のバージョン
- ジェニー・ルナ - 1966年のシングル。イタリア語詞でタイトルは「Ritornerei」。
- キャロル・キング - 1970年のアルバム『Writer』に収録。
- イーディ・ゴーメ - 1971年のアルバム『It Was a Good Time』に収録。
- ザ・ニュー・シーカーズ - 1972年のアルバム『Come Softly to Me』に収録。
- マーリット - 1973年のアルバム『Maarit』に収録。フィンランド語詞でタイトルは「Ei eiliseen」。
- ラリー・ルレックス - 1973年のシングル「アイ・キャン・ヒア・ミュージック」のB面。
- マリー・トラヴァース - 1974年のアルバム『Circles』に収録。
- ニルス・ロフグレン - 1975年のアルバム『Nils Lofgren』に収録[6]。また、1975年のライブ・アルバム『Back It Up!!』と1977年のライブ・アルバム『Night After Night』にそれぞれライブ・バージョンが収録されている。『Back It Up!!』のバージョンでは、ロフグレンはピアノのイントロで「メリーさんのひつじ」のメロディを奏でる[7]。
- レネ・ゲイヤー - 1983年のライブ・アルバム『Renée Live』に収録。
- ジョニー・ローガン - 1985年のアルバム『Straight From the Heart』に収録。
- ダイアナ・ロス - 2001年のコンピレーション・アルバム『The Very Best of Diana Ross - Love & Life』に収録。
- フィル・コリンズ - 2010年のアルバム『Going Back』に収録。
- マリアンヌ・フェイスフル - 2011年のアルバム『Horses and High Heels』に収録。
- リアン・キャロル - 2017年のアルバム『The Right to Love』に収録。
- ブルース・スプリングスティーン - 2018年に発売されたライブ・アルバム『The Roxy 1975』に収録。1975年10月18日公演の音源。